# Paraphisis longipennis
Paraphisis longipennis är en insektsart som först beskrevs av Kästner 1933.  Paraphisis longipennis ingår i släktet Paraphisis och familjen vårtbitare. Inga underarter finns listade i Catalogue of Life.